# Подымкин, Алексей Викторович
Алексей Викторович Подымкин (29 января 1969, Барнаул, Россия) — российский джазовый пианист, композитор, продюсер, педагог.

## Биография
Родился в 1969 году в Барнауле. Музыкой начал заниматься с семилетнего возраста в детской музыкальной школе при Барнаульском музыкальном училище, куда его привела мама. Однажды, услышав запись оркестра Каунта Бэйси, открыл для себя мир джаза.
В 1984 году поступает на фортепианное отделение музыкального училища, собирает свой первый джазовый квинтет и в январе 1985 г. дебютирует с этим ансамблем на джазовом фестивале в Новосибирске.
В 1995 году переезжает в Новосибирск и активно включается в джазовую жизнь столицы Сибири — записывает свой первый диск («Silver Quintet» с Андреем Лобановым, Владимиром Тимофеевым, Дмитрием Аверченковым и Владимиром Кирпичёвым), создаёт ансамбли (в 1996 году Арт-трио(Дмитрий Аверченков-контрабас, Сергей Кушилкин-ударные), в 1998 совместно с бас-гитаристом Олегом Петриковым группу «NewTone»), выступает и записывается в студии с приезжающими в Сибирь джазовыми звёздами — Давидом Голощёкиным, Игорем Бутманом, Валерием Пономарёвым, Аркадием Шилклопером, Валерием Колесниковым, Джо Локком, Томми Кэмпбеллом, Джейн Паркер, Тимом Армакостом, Биллом Скитом, Ричи Коулом, Джесси Джонсом и принимает участие в региональных джазовых фестивалях (Томск, Ангарск, Иркутск, Новокузнецк, Сургут, Красноярск, Абакан).
В течение двух лет(1999—2001)жил и работал в городе Сургуте, где являлся музыкальным руководителем джаз-ансамбля «Резонанс», базировавшегося во Дворце Искусств «Нефтяник». В то время в состав ансамбля входили: саксофонист Николай Семёнов, трубач Павел Зотов, гитарист Анатолий Серпутько, басисты Сергей Поляков, Владимир Арабоджи, Владимир Бурметов, барабанщики Игорь Поляков и Вячеслав Калмазан, вокалисты Николай Фигуров и Александр Залюбич. За это время было подготовлено несколько сложнейших программ силами участников ансамбля, с которыми музыканты выступали в близлежащих городах-Нижневартовске, Ханты-Мансийске, Нефтеюганске.
В 2001 году Алексей возвращается в Новосибирск и собирает квинтет, играющий классический би-боп, в который помимо опытных Д.Аверченкова и О.Петрикова приглашает молодых и очень перспективных музыкантов — саксофониста Николая Панченко и барабанщика Артёма Федотова.
С 2003 года постоянно живёт в Москве. За это время зарекомендовал себя на джазовой сцене столицы как яркий и самобытный музыкант. Вместе с гитаристом Павлом Чекмаковским собирает ансамбль «Le Group», становится постоянным партнёром Давида Голощёкина (ансамбль «Четверо»), сотрудничает с лучшими московскими исполнителями и с приезжающими из-за границы музыкантами, в числе которых Jimmy Cobb, Vincent Herring, Deborah Brown, Richie Cole, Bobby Watson, Marcus Strickland, Abraham Burton, Frank Lacy, Don Braden, Yotam Zilberstein, Ronnie Burrage, Joe Ford, E.J.Strickland, Arturo Stable, Ludwig Afonso, Marshall Keys, Bobby Martinez, Craig Handy, Mike Stern, Bob Malach, Miles Griffith, Ryan Kisor, Jeremy Pelt, J.D.Walter, Jason Palmer, Hendrick Meurkens, Rudy Royston, Mark Whitfield Jr., Mark Shim, Colin Stranahan, Alex Sipiagin, Ari Hoenig и многие другие.
В 2006 году Алексей становится одним из организаторов фестиваля «Джаз-Экспресс в Твери». Благодаря этому проекту, тверские любители джаза услышали и увидели трио Ларри Корриела , Hiram Bullock Band, квартет Уэйна Эскоффери, квинтет Абрахама Бёртона-Виталия Головнёва, квартет Райана Кизора, вокальную группу «Man Sound», «Lera Gehner Band», квинтет Валерия Пономарёва — Дона Брэйдена, вокалиста Майлса Гриффита.
В октябре 2008 года, в рамках проекта «Crossing Rhythms», состоялся тур из 18 концертов по 12 российским городам с участием нью-йоркского саксофониста Абрахама Бёртона.
В марте-апреле 2011 года состоялся «Золотой тур» ансамбля Давида Голощёкина «Четверо», посвящённый 50-летию творческой деятельности Маэстро.
Сейчас Алексей собрал свой новый квартет, с которым в течение 2012-2015 года предпринял семь больших гастрольных туров с американскими звёздами джаза — исполнителем на губной гармонике Хендриком Мёркенсом, трубачом Джэйсоном Палмером, барабанщиком Руди Ройстоном и вокалистками Джонэ Кендрик и Ваниша Гульд.
В ноябре 2015 года состоялся месячный тур проекта «The Staple», в котором, помимо Алексея, приняли участие: саксофонист Mark Shim, барабанщик Colin Stranahan и контрабасист Юрий Галкин.
Начиная с 2016 года по сегодняшний день Алексей организовал ещё 11 гастрольных туров с участием звёзд мировой джазовой сцены: апрель-май 2016 — Shenel Johns&Vitaly Golovnev Quartet, август 2016 — Радован Таришка и Трио Алексея Подымкина, октябрь-ноябрь 2016 — Godwin Louis и Трио Алексея Подымкина, март, август и октябрь 2017 — Квартет Росарио Джулиани, апрель 2017 — Квартет Алекса Сипягина с участием Ари Хонига, октябрь-ноябрь-декабрь 2017 — Квартет Роберта Анчиполовского-Алексея Подымкина, апрель 2018 — Анастасия Лютова и «Лютый бэнд», июль-август 2018 — Квинтет Чада Лефковица-Брауна, август 2018 — Интернациональный Квинтет Рика Маргитцы, ноябрь-декабрь 2018 — Робби Пэйт и квартет Алексея Подымкина, февраль-март 2019 — Интернациональный Квинтет Алексея Подымкина.
30 января 2019 года состоялся юбилейный концерт, посвящённый 50-летию Алексея, в котором приняли участие его сибирские друзья — Дмитрий Аверченков и Олег Петриков, ученик Алексея Нестор Смышляев и известные российские музыканты(Давид Голощёкин, Виктор Епанешников, Сергей Баулин, Алина Ростоцкая, Анастасия Лютова, Макар Новиков, Максим Шибин, Владимир Кольцов-Крутов, Давид Ткебучава, Николай Куликов, Алексей Беккер, Роман Соколов, Макар Кашицын, Михаил Фотченков, Михаил Марышев, Дмитрий Таранов) и выдающиеся зарубежные гости — Джейсон Палмер, Батист Эрбин, Радован Таришка, Роберт Анчиполовский.
2019 год в целом оказался очень богатым на события. Помимо юбилейного концерта он был отмечен тремя знаковыми турами: в феврале-марте в составе интернационального квинтета с участием трубача Андрея Лобанова, израильского альт-саксофониста Роберта Анчиполовского, американского барабанщика Даррела Грина и контрабасиста Владимира Кольцова-Крутова состоялось более 25 выступлений на концертных площадках России, Германии и Израиля.
В августе Алексей организовал тур с участием Эрика Александера, одного из самых востребованных современных тенор-саксофонистов.
В ноябре-декабре состоялся продолжительный и содержательный тур, географически охвативший практически всю Россию, с участием потрясающего французского альт-саксофониста Батиста Эрбана, в котором также приняли участие замечательные российские музыканты-вокалистка Анастасия Лютова, исполнительница на контрабасе Дарья Чернакова(которая ещё прекрасно поёт бразильскую музыку) и молодой барабанщик Михаил Фотченков.
Также, в июне Алексей принял участие в записи альбома Олега Туманова «On the Way From Brazil» в качестве продюсера и исполнителя. В создании альбома принимали участие настоящие звёзды бразильской музыки — вокалисты Leila Pinheiro, Joyce, Jane Duboc, Luciana Alves, Celso Fonseca, Moska, саксофонисты Idriss Boudrioua, Marcelo Martins, трубачи Bruno Santos, Altair Martins, Jesse Sadock, Aquiles Moraes, тромбонист Rafael Rocha(который также написал все аранжировки для альбома), перкуссионист Dada Costa, в качестве специального гостя в записи принял участие Baptiste Herbin.
Презентация альбома состоялась в Рио-де-Жанейро в январе 2020 года и затем в Москве в феврале.
Московская презентация состоялась на сцене Театрального зала ММДМ. В ней приняли участие бразильские вокалисты Marques Moyseis, Luciana Alves, Paula Santoro, музыканты, специально прилетевшие из Бразилии и Европы — тромбонист Rafael Rocha, саксофонист Idriss Boudrioua, барабанщик Mauro Martins, басист Dudu Penz, перкуссионист Dada Costa а также российские музыканты — трубач Андрей Лобанов, саксофонист Сергей Баулин, гитарист Максим Шибин и Антон Залетаев, исполнивший все флейтовые партии в этой программе.
Затем часть приглашённых музыкантов во главе с Алексеем совершила небольшой концертный тур по российским городам

## Музыканты, с которыми сотрудничал Алексей Подымкин
- Baptiste Herbin;
- Олег Петриков;
- Дмитрий Аверченков;
- Сергей Кушилкин;
- Владимир Панфилов;
- Владимир Кирпичёв;
- Владимир Лещинский;
- Сергей Скоморохов;
- Геннадий Калинин:
- Николай Панченко;
- Артём Федотов;
- Jimmy Cobb;
- Deborah Brown;
- Godwin Louis;
- Vanisha Gould;
- Eric Alexander;
- Rick Margitza;
- Chad Lefkowitz-Brown;
- Rudy Royston;
- Abraham Burton;
- Yotam Zilberstein;
- Vincent Herring;
- Don Braden;
- Darrell Green;
- Colin Stranahan;
- Frank Lacy;
- Joe Ford;
- Mike Stern;
- Bob Malach;
- Ronnie Burrage;
- Rosario Giuliani;
- Павел Чекмаковский;
- Пономарёв, Валерий;
- Чекасин, Владимир;
- Шилклопер, Аркадий;
- Joe Locke;
- Tommy Campbell;
- Essiet Okun Essiet;
- Tim Armacost;
- Лобанов, Андрей;
- Турыгин, Андрей;
- Тимофеев, Владимир;
- Чековая, Виктория;
- Севастьянов, Дмитрий;
- Хутас, Сергей;
- Остроумов, Сергей;
- Королева, Анна;
- Голубев, Юрий;
- Бутман, Олег;
- Marcus Strickland;
- E J Strickland;
- Макар Кашицын;
- Давид Голощёкин;
- Alex Sipiagin;
- Ari Hoenig;
- Jason Palmer;
- Richie Cole;
- Соломонов, Виталий;
- Игорь Бутман;
- Антон Румянцев.

## Дискография
- 1996 Silver-quintet «Dolphin Dance» — Ermatell Records (V.Timofeev-tenor saxophone, A.Lobanov-trumpet, A.Podymkin-piano, D.Averchenkov-bass, V.Kirpitchiov-drums)
- 1996 Igor Butman «First Night Swing» — Ermatell Records (Igor Butman-tenor saxophone, Alexey Podymkin-piano, Dmitry Averchenkov-bass, Sergey Belichenko-drums)
- 1997 Double Jazz Quartet (New-York-Novosibirsk) «Hellish Mixture» — Ermatell Records (I.Butman-t.sax, A.Lobanov-trumpet, J.Locke-vibes, A.Podymkin-piano, Essiet-bass, D.Averchenkov-bass, Tommy Campbell-drums, S.Belichenko-drums)
- 1997 Vladimir Timofeev «Natalie» — Ermatell Records (Vladimir Timofeev-tenor saxophone, Alexey Podymkin-piano, Dmitry Averchenkov-bass, Sergey Belichenko-drums)
- 1999 «Jazz at the Old Fortress» (Jane Parker-vocal, Valery Ponomariov-trumpet, Tim Armacost-tenor saxophone, Alexey Podymkin-piano, Oleg Petrikov-bass, Sergey Kushilkin-drums)
- 2000 «Jazz at the Old Fortress» (David Golostchiokin-violin, flugelhorn, Alexey Podymkin-piano, Oleg Petrikov-bass, Sergey Kushilkin-drums)
- 2001 «Jazz at the Old Fortress» (Andrey Turygin-saxophones, Alexey Podymkin-keyboards, Oleg Petrikov-bass, Sergey Kushilkin-drums, Artyom Fedotov-percussion)
- 2002 Igor Butman «Once in Summer Weekend»- Ermatell Records (Igor Butman-tenor saxsophone, Alexey Podymkin-piano, Dmitry Averchenkov-bass, Sergey Belichenko-drums)
- 2002 «Newtone» Group «Down Town» — Ermatell Records (Andrey Turygin-saxophones, Alexey Podymkin-keyboards, Oleg Petrikov-basses, Sergey Kushilkin-drums, Dmitry Rzhanitzin-percussion)
- 2003 «Newtone» Group «Games» (A.Turygin-saxophones, Alexey Podymkin-keyboards, O.Petrikov-bass, S.Kushilkin-drums, V.Kapustin-vocal, D.Rzhanitzin-percussion, A.Fedotov-percussion)
- 2007 Alexei Kuznetsov «Come Rain or Come Shine» Melodiya (Alexei Kuznetsov-guitar, Alexey Podymkin-piano, Andrey Dudchenko-bass, Evgeny Riaboy-drums)
- 2007 Alexey Podymkin — Anatoly Tekuchyov «Live in Rybinsk» (Alexey Podymkin-piano, Anatoly Tekuchiov-vibes)
- 2008 Igor Boiko «Sparks & Shadows» (I.Boiko-guitars, V.Prikhozhay-clavinet, mini-moog, K.Goryachy-Hammond-organ, A.Podymkin-piano, Rhodes-piano, Ronnie Burrage-drums, vocal, Terry Tyler-bass, V.Okunev-percussions, M.Nekrasov-harp)
- 2008 WSGJE «Live in the House of Scientis» — Ermatell Records (Gennady Kalinin-trumpet, Nikolay Panchenko-alto saxophone, Vladimir Panfilov-tenor saxophone, Alexey Podymkin-piano, Oleg Petrikov-bass, Dmitry Averchenkov-bass, Artyom Fedotov-drums, Sergey Belichenko-percussion)
- 2008 Anna Buturlina «Words of Love» — Ermatell Records (A.Buturlina-vocal, N.Panchenko-tenor saxophone, A.Podymkin-piano, D.Averchenkov-bass, Sergey Belichenko-drums)
- 2008 David Golostchiokin «Four-2» (David Golostchiokin-violin, flugelhorn, vibes, Victor Epaneshnikov-drums, Alexey Podymkin-piano, Sergey Vasiliev-bass)